# East Devon
East Devon es un distrito no metropolitano del condado de Devon (Inglaterra). Tiene una superficie de 814,4 km². Según el censo de 2001, East Devon estaba habitado por 125 520 personas y su densidad de población era de 154,13 hab/km².